# Ablainzevelle
Ablainzevelle és un municipi francès situat al departament del Pas de Calais i a la regió dels Alts de França. L'any 2007 tenia 191 habitants.

## Economia
El 2007 la població en edat de treballar era de 130 persones, 96 eren actives i 34 eren inactives. De les 96 persones actives 85 estaven ocupades (46 homes i 39 dones) i 11 estaven aturades (3 homes i 8 dones). De les 34 persones inactives 16 estaven jubilades, 9 estaven estudiant i 9 estaven classificades com a «altres inactius».

### Ingressos
El 2009 a Ablainzevelle hi havia 70 unitats fiscals que integraven 192 persones, la mediana anual d'ingressos fiscals per persona era de 16.073 €.

### Activitats econòmiques
Dels 5 establiments que hi havia el 2007, 1 era d'una empresa extractiva, 2 d'empreses de construcció, 1 d'una empresa immobiliària i 1 d'una entitat de l'administració pública.
L'únic servei als particulars que hi havia el 2009 era una lampisteria.
L'any 2000 a Ablainzevelle hi havia 6 explotacions agrícoles.

## Equipaments sanitaris i escolars
El 2009 hi havia una escola elemental integrada dins d'un grup escolar amb les comunes properes formant una escola dispersa.

## Poblacions més properes
El següent diagrama mostra les poblacions més properes.

## Demografia

### Població
El 2007 la població de fet d'Ablainzevelle era de 191 persones. Hi havia 68 famílies de les quals 8 eren unipersonals (8 homes vivint sols), 16 parelles sense fills, 32 parelles amb fills i 12 famílies monoparentals amb fills.
La població ha evolucionat segons el següent gràfic:
Habitants censats

### Habitatges
El 2007 hi havia 75 habitatges, 68 eren l'habitatge principal de la família i 7 estaven desocupats. Tots els 75 habitatges eren cases. Dels 68 habitatges principals, 61 estaven ocupats pels seus propietaris, 5 estaven llogats i ocupats pels llogaters i 2 estaven cedits a títol gratuït; 7 tenien tres cambres, 23 en tenien quatre i 38 en tenien cinc o més. 56 habitatges disposaven pel capbaix d'una plaça de pàrquing. A 32 habitatges hi havia un automòbil i a 34 n'hi havia dos o més.

### Piràmide de població
La piràmide de població per edats i sexe el 2009 era:
| Homes | Edats   | Dones |
| ----- | ------- | ----- |
| 0     | 95 o +  | 0     |
| 0     | 90 a 94 | 4     |
| 0     | 85 a 89 | 4     |
| 0     | 80 a 84 | 0     |
| 0     | 75 a 79 | 4     |
| 0     | 70 a 74 | 0     |
| 4     | 65 a 69 | 4     |
| 0     | 60 a 64 | 8     |
| 8     | 55 a 59 | 4     |
| 8     | 50 a 54 | 8     |
| 0     | 45 a 49 | 0     |
| 8     | 40 a 44 | 8     |
| 8     | 35 a 39 | 4     |
| 8     | 30 a 34 | 16    |
| 8     | 25 a 29 | 0     |
| 0     | 20 a 24 | 4     |
| 16    | 15 a 19 | 4     |
| 8     | 10 a 14 | 16    |
| 4     | 5 a 9   | 4     |
| 0     | 0 a 4   | 0     |